# Bois-d'Arcy (Yonne)
Bois-d'Arcy is een gemeente in het Franse departement Yonne (regio Bourgogne-Franche-Comté) en telt 33 inwoners (2009). De plaats maakt deel uit van het arrondissement Auxerre.

## Geografie
De oppervlakte van Bois-d'Arcy bedraagt 3,6 km², de bevolkingsdichtheid is dus 9,2 inwoners per km².
De onderstaande kaart toont de ligging van Bois-d'Arcy (Yonne) met de belangrijkste infrastructuur en aangrenzende gemeenten.

## Demografie
Onderstaande figuur toont het verloop van het inwonertal (bron: INSEE-tellingen).